# يورغ بيترز
يورغ بيترز (بالألمانية: Jörg Michael Peters)‏ (و. 1960  م) هو كاهن كاثوليكي، وعالم عقيدة ألماني، ولد في ساربروكن.

## مناصب
تولى منصب أسقف كاثوليكي (منذ 8 فبراير 2004)
- أسقف عنواني  [لغات أخرى]‏[1]
- أسقف مساعد  [لغات أخرى]‏[1]

.